# 木下博信
木下 博信（きのした ひろのぶ、1964年（昭和39年）11月24日 - ）は、日本の政治家。埼玉県議会議員（2015年 - ）。埼玉県草加市長（2001年 - 2010年）。草加市議会議員（1993年 - 2001年）。全国青年市長会元会長。

## 来歴
- 1971年3月、草加氷川幼稚園卒園。
- 1977年3月、草加市立高砂小学校卒業。
- 1980年3月、草加市立瀬崎中学校卒業。
- 1983年3月、埼玉県立春日部高等学校卒業。
- 1987年3月、慶應義塾大学法学部政治学科卒業。
- 1993年8月、草加市議会議員補欠選挙で市議会議員初当選。
- 2001年8月、草加市長選挙に立候補し初当選。市長就任。
- 2010年9月、草加市議会より市長不信任案が出され、賛成24、反対5、棄権1で可決。市長の権限により、草加市議会を解散。
- 2010年10月、草加市議会議員選挙後の臨時市議会において、再度市議会より市長不信任案が出され、賛成23（前回比－1）、反対7（前回比＋2）で可決。地方自治法の規定により、草加市長を失職。
- 2010年12月、草加市長選挙に立候補するも、市議会側が擁立した田中和明に敗れる。
- 2012年7月、慶應義塾大学大学院システムデザイン・マネジメント研究科附属システムデザイン・マネジメント研究所研究員
- 2013年9月、草加駅・谷塚駅・松原団地駅（現・獨協大学前駅）・新田駅で、駅端懇談を始めた。
- 2014年10月、6月に発足した地域政党「ネクスト草加」公認で草加市長選挙に立候補するも、落選する。
- 2015年4月、埼玉県議会議員選挙に無所属で立候補し初当選。
- 2015年5月、埼玉県議会会派「無所属改革の会」結成に参加。
- 2019年7月1日付けで自由民主党議員団に所属。

## 草加市議会議員としての活動
- 議会改革特別委員会副委員長
- 総務文教委員長
- 監査委員

## 草加市長としての活動実績
構造改革特別区域を利用して、様々な改革を行った。結果、草加市からの構造改革特区提案数は市町村では、全国一位となった
草加市の生産性（人口1人当たりの行政コストと人口千人当たりの職員数から評価）が全国で一位となった。

## 草加市立病院をめぐる対応
草加市立病院が、医師不足で産婦人科を休止した経緯を、草加市長として報告（産婦人科医・小児科医不足を考えるシンポジウム）。
草加市立病院の産科は医師5人体制で行なっていたが、退職により2005年3月には担当医が3人になってしまったため、当直勤務などを含む安全な医療を遂行出来なくなり、やむなく休止された。2005年10月に就任した高元院長は木下草加市長と協力して、2007年10月には医師五人を集め、産科を産婦人科として復活させた。

## 草加市長選挙の公約（2010年12月）
- 市議会議員定数の大幅削減
- 市民による住民自治制度
- 口利き禁止条例の制定

## 全国的な活動
- 全国青年市長会（元会長）[5]
- 提言・実践首長会（元代表代行）[6]
- 新しい日本をつくる国民会議知事・市町村長連合会議

## 関連書籍
- 日本ドリームプロジェクト（編）『市長の夢―19人の青年市長×きむ』いろは出版、2010年9月。ISBN 978-4902097344。